# قمرهای مشتری (داستان کوتاه)
ماه‌های مشتری یا قمرهای مشتری (به انگلیسی: The Moons of Jupiter) داستان کوتاهی از آلیس مونرو نویسندهٔ برندهٔ جایزه نوبل ادبیات است. این داستان در سال ۱۹۸۲ از سوی انتشارات مک‌میلان کانادا در مجموعه ماه‌های مشتری منتشر شد.